# Districtul Tigzirt
Tigzirt este un district din provincia Tizi-Ouzou, Algeria.